# Elisard Sala i Casassas
Elisard Sala i Casassas (Barcelona, 1913 - 1970) va ser un poeta català en llengua catalana.

## Obra
- Cançons de Nadal de Família Picarol (Gravació). 7 edicions publicades entre 1968 i 1974 en català.
- Canciones de Nadal de Cor Infantil la Trepa (enregistrament). 8 edicions publicades entre 1968 i 1975 en castellà.
- Nadal blanc (enregistrament). 4 edicions publicades entre 1970 i 1991 en català.
- L'obra d'un músic poeta d'Elisard Sala. 1 edició publicada el 1992 en català.
- Walt Disney en català del Cor Infantil "La Trepa" (enregistrament). 3 edicions publicades el 1971 en català.
- Una Mica de llum: poesies d'Elisard Sala (Llibre). 2 edicions publicades el 1948 en català.
- Humor i ginesta: cançoner de motxilla d'Elisard Sala (Llibre). 3 edicions publicades el 1962 en català.
- Canciones infantiles de Coro Infantil del Colegio Divina Infantita (Madrid) (Gravació). 2 edicions publicades el 1971 en castellà.
- Elisard Sala a Bagà: la inspiració d'un paisatge d'Elisard Sala. 2 edicions publicades el 2000 en català.
- Canconer de Baga d'Elisard Sala. 2 edicions publicades entre 1965 i 1986 en català.